# Jordi Bernet
Pour les articles homonymes, voir Bernet.
Jordi Bernet, dit Jordi (né le 14 juin 1944 à Barcelone) est un dessinateur de bande dessinée espagnol, tout comme son père, Miquel Bernet Toledano (en), et son oncle, Joan Bernet Toledano.

## Biographie
Jordi Bernet fait ses premières armes sur Doña Urraca, série créée par son père Miquel Bernet Toledano (en), puis dessine des histoires réalistes en Grande-Bretagne et en Belgique, publiées dans Spirou. À la fin des années 1970, il crée en Allemagne Wat 69 puis Andrax, une série de science-fiction très populaire là-bas.
Sa reprise du dessin de Torpedo, série écrite par Enrique Sanchez Abuli et initialement dessinée par Alex Toth, lui assure une reconnaissance internationale. Par la suite, il travaille avec l'Argentin Carlos Trillo.

## Œuvres publiées en français

### Albums
- Paul Foran (dessin), avec Gil (scénario) :

2. L'Ombre du gorille, Dupuis 1977.
4. La Momie, Dupuis, 1979.
- Torpedo (dessin), avec Enrique Sanchez Abuli (scénario) :

1. Tuer c'est vivre (avec aussi Alex Toth au dessin), Albin Michel, 1983.
2. Mort au comptant, Albin Michel, 1984.
3. Ni fleurs ni couronnes, Albin Michel, 1984.
4. Chaud devant !, Albin Michel, 1985.
5. En voiture, Simone, Albin Michel, 1986.
6. Sale temps !, Albin Michel, 1987.
7. Sing-Sing Blues, Comics USA, 1987.
8. Monnaie de singe, Comics USA, 1988.
9. Debout les morts, Comics USA, 1988.
10. Dieu reconnaîtra les tiens !, Comics USA, 1990.
11. Rien ne sert de mourir..., Comics USA, 1994.
12. Devine qui va morfler ce soir..., Comics USA, 1995.
13. Cuba, Glénat, 1997.
14. Adieu, gueule d'amour, Glénat, 1999.
15. Affreux, sales, bêtes, méchants et immondes, Toth, 2004.

- Sarvane (dessin), avec Antonio Segura (scénario) :

1. Sarvane, Dargaud, 1985.
2. Le Secret de Gor, Magic Strip, 1986.

- Carnage + (dessin), avec Carlos Trillo (scénario), Albin Michel, coll. Barracuda, 1986.
- Kraken (dessin), avec Antonio Segura (scénario) :

1. Le Monstre sous la ville, Gilou, 1986.
2. Le Meilleur Flic de la ville, Les Humanoïdes Associés, 1987.
3. La Patrouille de l'horreur, Humanoïdes Associés, 1988.
4. L'Appel de l'enfer, Humanoïdes Associés, 1988.
5. Le Roi des égouts, Soleil Productions, 1991.

- Retour (dessin), avec Enrique Sanchez Abuli (scénario), Gilou, 1986.
- Torpedo - Neuf Nouvelles sanglantes (dessin), avec Enrique Sanchez Abuli (scénario), Comics USA, 1988.
- Belle et la Bête (dessin), avec Carlos Trillo (scénario), Comics USA, 1989[1].
- Parlez-moi de mort (dessin), avec Enrique Sanchez Abuli (scénario), Comics USA, 1989.
- Histoires noires (dessin), avec Enrique Sanchez Abuli (scénario), Comics USA, 1988.
- Sur liste noire (dessin), avec Enrique Sanchez Abuli (scénario), Vents d'ouest, 1996.
- Snake - Double Paire (dessin), avec Enrique Sanchez Abuli (scénario), Albin Michel, 1998[2].
- Bang Bang (dessin), avec Carlos Trillo (scénario) :

1. Bang Bang, Albin Michel, 1998[3].
2. Viva Mexico !, Albin Michel, 2001[4].
3. Reines de la savane, Albin Michel, 2002.
4. Prison de femmes, Glénat, coll. Drugstore, 2009.
5. Une étudiante à New York, Glénat, coll. Drugstore, 2009.
6. Fantasmes d'Arabie, Glénat, coll. Drugstore, 2010.

- Claire de nuit (dessin), avec Carlos Trillo et Maicas (scénario) :

1. Claire de nuit 1, La Mascara/Privilège, 2000.
2. Claire de nuit 2, La Mascara/Privilège, 2000.
3. Claire de nuit 3, La Mascara/Privilège, 2000.
4. Claire de nuit 4, La Mascara/Privilège, 2001.
5. Faisons un rêve, ERKO, 2001.
6. Sourire gratuit, Audie-Fluide glacial, 2007.
7. Je suis celle que vous croyez, Audie-Fluide glacial, 2007.

- Le Cri du vampire (dessin), avec Carlos Trillo (scénario), Albin Michel, 2001.

### Revues francophones
- Dan Daubeney (dessin), avec Miguel Cussó (scénario), dans Spirou, 1968.
- Paul Foran (dessin), avec Gil (scénario), dans Spirou :

1. La momie, 1970.
2. L'habitant du moulin, 1971.
3. Les démons de la jungle, 1971-1972.
4. Baroud dans l'île, 1973.
5. L'ombre du gorille, 1975.
6. Le retour de Long-Hur, 1976-1977.

- Torpedo (dessin), avec Enrique Sanchez Abuli (scénario), dans L'Écho des savanes, 1983-1990.
- Sarvane (dessin), avec Antonio Segura (scénario), dans Charlie Mensuel, 1984.
- Kraken (dessin), avec Antonio Segura (scénario), dans Métal hurlant, 1987.
- Claire de Nuit (dessin), avec Carlos Trillo et Eduardo Maicas (scénario), dans BoDoï, 1999-2003.
- Dan Lacombe (dessin), avec Cusso (scénario), dans Spirou (no 1582 au no 1612).

## Prix et distinction
- 1986 :  Fauve d'or : prix du meilleur album étranger pour Torpedo, t. 4 : Chaud devant ! (avec Enrique Sanchez Abuli)[5]
- 1995 :  Prix Yellow-Kid, au Festival de bande dessinée de Lucques
- 2014 :  Prix Haxtur de l'« auteur que nous aimons », pour l'ensemble de sa carrière